# Glacier de Ngozumpa
Le glacier de Ngozumpa est un glacier qui s'étend près du Cho Oyu, au Népal.
Il est l'un des plus longs de la région avec 36 kilomètres.

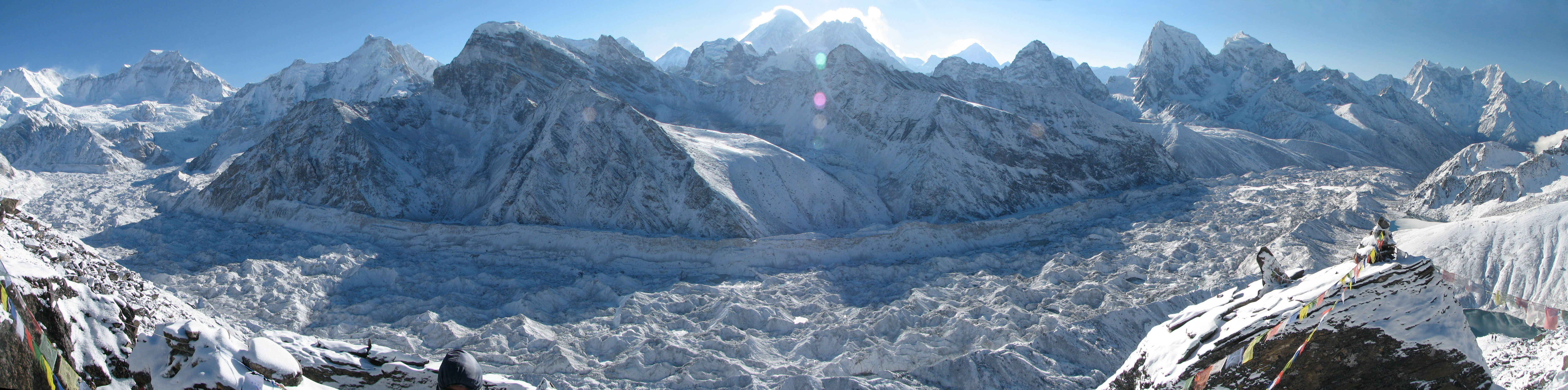
Vue panoramique sur le glacier de Ngozumpa avec l'Everest au centre, en arrière-plan, masquant un lever de soleil.